# 料理妈妈
《料理媽媽》（或譯妙廚老媽），是日本太東公司所做的任天堂DS料理模擬類型掌上型電玩小遊戲。

## 系列作品
NDS
- 妙廚老媽（クッキングママ／Cooking Mama）
  - 日本：2006-03-23
  - 北美：2006-09-12
  - 澳洲：2006-12-07
  - 歐洲：2006-12-08
  - 南韓：2007-12-11
  - 德國：2007-12-14
- 妙廚老媽2共進晚餐（クッキングママ2／Cooking Mama 2: Dinner with Friends）
  - 日本：2007-11-15
  - 北美：2007-11-13
  - 歐洲：2008-02-15
  - 澳洲：2008-02-21
- 園藝媽媽（ガーデニングママ／Gardening Mama）
  - 日本：2009-03-19
  - 北美：2009-03-31
  - 歐洲：2009-06-05
  - 澳洲：2009-05-14
- 妙廚老媽3（クッキングママ3／Cooking Mama 3: Shop & Chop）
  - 日本：2009-11-26
  - 北美：2009-10-20
  - 澳洲：2009-11-12
  - 歐洲：2009-11-13
- 手藝媽媽（Crafting Mama）
  - 日本：2010-10-26
  - 北美：2010-11-11
  - 歐洲：2010-11-12
- 露營媽媽+爸爸（Camping Mama: Outdoor Adventures）
  - 日本：2011-07-14
  - 北美：2011-09-13
  - 歐洲：2011-11-25

Wii
- 妙廚老媽 料理大會（クッキングママ みんなといっしょにお料理大会!／Cooking Mama: Cook Off）
  - 日本：2007-02-08
  - 北美：2007-03-20
  - 歐洲：2007-05-11
  - 澳洲：2007-05-18
- 妙廚老媽2 糟糕！媽媽好忙！！（クッキングママ2 たいへん!!ママはおおいそがし!／Cooking Mama: World Kitchen）
  - 日本：2008-12-11
  - 北美：2008-11-18
  - 歐洲：2009-02-06
  - 澳洲：2009-06-04
- 保母媽媽（Babysitting Mama）
  - 日本：2010-12-02
  - 北美：2010-11-05
  - 歐洲：2010-11-12
  - 澳洲：2010-11-11

3DS
- 妙廚老媽4（Cooking Mama 4: Kitchen Magic）
  - 日本：2011-12-01
  - 北美：2011-11-16
  - 歐洲：2011-11-25
  - 澳洲：2011-11-24
- 妙廚老媽5（Cooking Mama 5: Bon Appétit!）
  - 日本：2013-09-21
  - 北美：2014-09-16
  - 歐洲：2015-03-06
- 園藝媽媽2 森林的朋友（ガーデニングママ：ママと森のなかまたち／Gardening Mama 2: Forest Friends）
  - 日本：2013-03-19
  - 北美：2014-04-29
  - 南韓：2014-12-18
  - 歐洲：2015-03-06
  - 澳洲：2015-03-07
- 妙廚老媽甜品店（Cooking Mama Sweet Shop）
  - 日本：2014-11-06
  - 全球：2017-05-16

Android
- 料理媽媽 COOKING MAMA 讓我們來煮！ (Cooking Mama: Let's cook!)
  - 全球：2015-05-14

Apple Arcade
- 料理媽媽：新潮烹調 (Cooking Mama: Cuisine)
  - 全球：2022-06-17

非官方Switch遊戲
- 料理媽媽 廚藝之星（Cooking Mama: Cookstar）
  - 北美：2014-04-29
  - 由於涉及區塊鏈技術的法律糾紛，本作只有水貨卡帶發售，並沒有任天堂eShop下載版。後來Office Create於4月中發出聲明，指出授權開發商Planet Entertainment 在未經該社同意下，把不合格的Cookstar推出市面，更把Cookstar推出PlayStation 4版。Office Create不排除會採取法取法律行動，[1]最終裁決是Office Create勝訴。[2]

## 玩法
基本上遊戲模式分為三類「Let's Cook」（開始料理）、「Let's Combine」（組合料理）和「Use Skill」（妙用技能）。

### Let's Cook
「Let's Cook」是玩家料理食材的主要遊戲模式。玩家剛開始僅有少許菜單可供選擇，等料理主要食材後即可解開額外的餐點素材。每道料理都須玩家透過一個時間限制的小遊戲，來達到每一項食材步驟完成餐點。舉例來說，製作一個三明治，玩家首先必須在時間內將小黃瓜切片。料理主要餐點之前，玩家有時可以在料理途中選擇改變餐點（下面列表以「*」標記者），新增更多料理小遊戲，製作出不同風味的美食。完成後，新的餐點會隨之更新到菜單項目裡。玩家在料理前亦可先選擇練習（Practice）模式來練習。
完整食譜
| 餃子     | 餃子       | 牛排     | 牛排       | 義大利麵  | 義大利麵    | 咖哩飯        | 咖哩飯      | 咖哩飯    | 煎蛋      | 煎蛋     |
| -------- | ---------- | -------- | ---------- | --------- | ----------- | ------------- | ----------- | --------- | --------- | -------- |
| 蝦餃     | 炸餃子*    | 豬排     | 日式牛排*  | 肉醬味*   | 海鮮味*     | 咖哩炒飯      | 牛肉咖哩*   | 蔬菜咖哩* | 水煮蛋    | 水煮蛋   |
| 蝦仁餛飩 | 春捲       |          |            | 杯麵      | 杯麵        |               | 燉牛肉      | 海鮮咖哩  | 荷包蛋    | 荷包蛋   |
|          | 燒賣       |          |            | 蕎麥麵    | 蕎麥麵      |               |             |           | 蛋包      | 螃蟹蛋*  |
|          |            |          |            | 烏龍麵    | 烏龍麵      |               |             |           | 蛋包飯    |          |
| 煎魚     | 三明治     | 炸雞     | 炸雞       | 炸雞      | 味噌湯      | 炸豬排        | 炸豬排      | 炸豬排    | 炸豬排    | 炒蔬菜   |
| 烤秋刀魚 | 比薩       | 番茄燉雞 | 奶油燉雞*  | 奶油燉雞* | 豬肉湯      | 炸蝦          | 炸蝦        | 炸串*     | 豬排蓋飯* | 青椒肉絲 |
|          | 肉醬派     | 烤雞肉串 | 焗烤筆管麵 | 焗烤飯*   |             | 宮保蝦仁      | 蝦仁天婦羅* |           | 親子蓋飯  |          |
|          |            |          |            |           |             |               |             |           |           |          |
| 章魚丸   | 馬鈴薯沙拉 | 漢堡排   | 漢堡排     | 漢堡排    | 漢堡排      | 漢堡排        | 漢堡排      | 白飯      | 白飯      | 白飯     |
| 什錦煎餅 | 可樂餅     | 肉丸     | 日式漢堡*  | 漢堡*     | 漢堡*       | 漢堡*         | 漢堡*       | 炒飯      | 栗子飯*   | 竹筍飯*  |
|          | 馬鈴薯燉肉 | 青椒鑲肉 |            | 炸肉餅*   | 炸肉餅*     | 番茄醬燉漢堡* | 美式漢堡*   | 飯團      | 麻薯      |          |
|          |            | 高麗菜捲 |            | 炸花枝    | 花枝天婦羅* |               |             | 豆皮壽司  |           |          |
|          |            |          |            |           | 什錦天婦羅  |               |             | 手卷      |           |          |

### Let's Combine
「Let's Combine」模式中，玩家可以選用主要素材（義大利麵、咖哩飯、白飯和涼麵等飯麵類），來結合其餘以解開的餐點食材創造出新料理。

### Use Skill
「Use Skill」模式裡，玩家可進行技能小遊戲測驗。此模式裡包含以時間挑戰為主的遊戲，特別像是刀切、磨碎、包覆、加入食材、剝殼、燉煮、撕拔等料理技能。玩家可在每個挑戰結束後觀看自己的排名。

## 外部連結
- （英文）Cooking Mama · Choose Yo' Mama! - Majesco Entertainment （页面存档备份，存于）
- （日語）
- （日語）http://www.taito.co.jp/csm/title/2007/cooking_mama/ （页面存档备份，存于）
- （日語）
- （日語）http://www.taito.co.jp/csm/title/2008/wii_mama2/ （页面存档备份，存于）

kuso版
- (Twisted) Cooking Mama （页面存档备份，存于）

1. ↑  .   [2020-04-16]. （原始内容存档于2021-02-21）.
2. ↑  .   [2024-05-26]. （原始内容存档于2024-05-26）.